# Vrhovnjak
Koordinati:   42°53′42″N, 16°48′57″E
Vrhovnjak je majhen nenaseljen otoček v Jadranskem morju, ki pripada Hrvaški.
Otoček leži okoli 1,5 km južno od Korčule in vzhodno od otočka Sridnjak, od katerega ga loči okoli 0,2 km šitoka in do 7 m globoka plitvina. Površina otočka meri 0,137 km². Dolžina obalnega pasu je 2,07 km. Najviški vrh je visok 23 mnm.